# كاستريس
كاستريز (عدد السكان 20,000 نسمة، ويبلغ عددهم 53,639 في المنطقة العمرانية)، هي عاصمة جزيرة سانت لوسيا الكاريبية وأكبر مدينة فيها. يبلغ تعداد السكان في المحافظة بنفس الاسم 70,000 نسمة حتى تعداد 22 مايو عام 2013 وتمتد على مساحة 80 كم مربع (31 ميل مربع).
تقع مدينة كاستريز على منطقة فيضانات وبنيت على منطقة أراضي مستصلحة. وتضم مقر الحكومة والمكاتب الرئيسية للعديد من الشركات الأجنبية والمحلية. تم تصميم المدينة على نمط شبكي. ويستقبل ميناؤها المحمي سفن البضائع والعبارات والسفن السياحية. وتضم مرافق التسوق المعفاة من الرسوم الجمركية مثل سيرافين بوينت و لا بلاس كاريناج. تقدم العديد من المطاعم مختلف القوائم من الطعام المحلي إلى الصيني. توفر محلات السوبر ماركت ومرافق التسوق الأخرى البضائع. ويخدم المدينة نظام حافلات وسيارات الأجرة.
يقع مكتب البريد الرئيسي في مدينة سان لوسيا في كاستريز. يتم إرسال البريد إلى صناديق البريد مباشرة، ذلك أن معظم البلاد لا تستخدم عناوين محددة للشوارع. أي بريد مرسل بدون اسم البلدة يصل إلى مكتب البريد في كاستريز.
كاستريز هي مسقط رأس ويليام آرثر لويس، الحائز على جائزة نوبل التذكارية في الاقتصاد عام 1979. وكذلك دريك والكوت الحائز على جائزة نوبل للآداب عام 1992.

## التاريخ
في عام 1650، تم تأسيس المدينة من قبل مجموعة من 40 فرنسيًا بقيادة دي روسيلان. وفي عام 1785، تم تغيير اسم القرية من Carénage إلى Castries، على اسم شارل أوجين غابرييل دي لا كروا، وزير البحرية والمستعمرات الفرنسي. أعيد بناء كاستريس عدة مرات، في أعقاب الحرائق الكبرى في 15 أكتوبر 1805، و 6 أبريل 1813، وعلى الأخص في 19 يونيو 1948.

## السياحة
تعد كاستريس واحدة من المناطق السياحية الرئيسية في سانت لوسيا، وهي ميناء للسفن السياحية. يوجد في كاستريس عدة معالم، مثل كاتدرائية بازيليكا الحبل بلا دنس، وساحة ديريك والكوت، ومكتبة المدينة، ومقر الحكومة، وحصن شارلوت. وتشمل الشواطئ شاطئ فيجي وشاطئ مالابار وشاطئ تشوك وشاطئ لا توك.

## المؤسسات السياسية
بالإضافة إلى كونها عاصمة سانت لوسيا، تستضيف كاستريس أمانة منظمة دول شرق الكاريبي. ويوجد بها عدد من السفارات والقنصليات. وهي تشمل منظمة الدول الأمريكية، والمفوضية العليا البريطانية ، والسفارة المكسيكية، وسفارة جمهورية الصين، وقنصلية جمهورية الدومينيكان، والسفارة الفرنسية، ونائب القنصلية الإيطالية، وقنصلية جامايكا، وقنصلية هولندا، والقنصلية النرويجية، السفارة البرازيلية و السفارة الفنزويلية.

## توأمة
لكاستريس اتفاقيات توأمة مع:
- تايبيه

## أعلام
- جين كينغ
- آرثر لويس
- باول إس. فيكتور
- جوليان هنت
- إيميل فورد